# Tommaso Leoni
Tommaso Leoni (* 14. Dezember 1991 in Asiago) ist ein italienischer Snowboarder. Er startet im Snowboardcross.

## Werdegang
Leoni, der für den C.S. Esercito startet, nahm im Januar 2010 in Puy-Saint-Vincent erstmals am Europacup teil und errang dort den 44. Platz. Im folgenden Jahr holte er in Isola 2000 seinen ersten Sieg im Europacup und wurde bei den Juniorenweltmeisterschaften in Chiesa in Valmalenco Zehnter. Dort gab er auch im März 2012 sein Debüt im Snowboard-Weltcup, welches er auf dem 41. Platz beendete. In der Saison 2012/13 erreichte er mit drei Top-Zehn-Platzierungen den zehnten Platz im Snowboardcross-Weltcup. Beim Saisonhöhepunkt, den Snowboard-Weltmeisterschaften 2013 im Stoneham, errang er den 14. Platz. In der folgenden Saison kam er auf den 16. Platz im Snowboardcross-Weltcup und bei den Olympischen Winterspielen 2014 in Sotschi auf den 21. Platz. Im folgenden Jahr errang er bei den Weltmeisterschaften am Kreischberg den 13. Platz. In der Saison 2015/16 wurde er mit je einen dritten, zweiten sowie ersten Platz, Zweiter in der Snowboardcrosswertung des Europacups. In den folgenden Jahren, wo er im Weltcup meist Platzierungen außerhalb der ersten Zehn errang, belegte er bei den Snowboard-Weltmeisterschaften 2017 in der Sierra Nevada den 16. Platz im Einzel sowie den 14. Rang im Teamwettbewerb und bei den Olympischen Winterspielen 2022 in Peking den achten Platz. Zudem wurde er im April 2021 italienischer Meister.
Leoni nahm bisher an 74 Weltcups teil und belegte dabei 11-mal eine Top-Zehn-Platzierung (Stand: Saisonende 2024/25).

## Teilnahmen an Weltmeisterschaften und Olympischen Winterspielen

### Olympische Winterspiele
- 2014 Sotschi: 21. Platz Snowboardcross
- 2022 Peking: 8. Platz Snowboardcross

### Snowboard-Weltmeisterschaften
- 2013 Stoneham: 14. Platz Snowboardcross
- 2015 Kreischberg: 13. Platz Snowboardcross
- 2017 Sierra Nevada: 14. Platz Snowboardcross Team, 16. Platz Snowboardcross
- 2025 Engadin: 34. Platz Snowboardcross

## Weltcup-Gesamtplatzierungen
| Saison  | Punkte | Platz |
| ------- | ------ | ----- |
| 2011/12 | 88     | 58.   |
| 2012/13 | 1530   | 10.   |
| 2013/14 | 1280   | 16.   |
| 2014/15 | 189    | 32.   |
| 2015/16 | 504    | 36.   |
| 2016/17 | 681    | 25.   |
| 2017/18 | 424    | 45.   |
| 2018/19 | 25     | 65.   |
| 2019/20 | 237    | 37.   |
| 2020/21 | 86     | 20.   |
| 2021/22 | 109    | 21.   |
| 2022/23 | 32     | 40.   |
| 2023/24 | 148    | 24.   |
| 2024/25 | 33     | 41.   |